# Волк, Давид Витальевич
Дави́д Вита́льевич Во́лк (род. 11 апреля 2001, Казань) — российский футболист, вратарь махачкалинского «Динамо».

## Клубная карьера
Родился в Казани.
Начал заниматься футболом в академии «Рубина». Летом 2018 года перешёл в молодёжную команду «Нефтехимика».
31 января 2019 года вернулся в «Рубин», подписав контракт с основной командой.
22 сентября 2020 года пополнил состав клуба «Балтика». 7 ноября 2020 года в матче первенства ФНЛ против «Алании» дебютировал в профессиональном футболе.
10 января 2023 года на правах свободного агента перешёл в махачкалинское «Динамо». В сезоне 2023/24 с командой стал серебряным призёром Первой лиги и вышел в РПЛ.
21 июля 2024 года сыграл дебютный матч за «Динамо» в чемпионате России против клуба «Химки».

## Карьера в сборной
В августе 2016 года провел 2 матча и пропустил 3 гола за сборную России (до 16 лет) на мемориале Валентина Иванова. 
10 ноября 2024 года был впервые вызван в основную сборную России.

## Статистика выступлений
| Выступление        | Выступление      | Выступление      | Лига | Лига | Кубки | Кубки | Итого | Итого |
| Клуб               | Лига             | Сезон            | Игры | Голы | Игры  | Голы  | Игры  | Голы  |
| ------------------ | ---------------- | ---------------- | ---- | ---- | ----- | ----- | ----- | ----- |
| Балтика            | ФНЛ              | 2020/21          | 2    | −6   | 0     | 0     | 2     | -6    |
| Балтика            | Итого            | Итого            | 2    | −6   | 0     | 0     | 2     | -6    |
| → Балтика-БФУ      | Второй дивизион  | 2021/22          | 11   | −16  | —     | —     | 11    | -16   |
| → Балтика-БФУ      | Итого            | Итого            | 11   | −16  | —     | —     | 11    | -16   |
| Динамо (Махачкала) | Первая лига      | 2023/24          | 22   | −13  | 0     | 0     | 22    | -13   |
| Динамо (Махачкала) | РПЛ              | 2024/25          | 20   | −22  | 3     | −2    | 23    | -24   |
| Динамо (Махачкала) | РПЛ              | 2025/26          | 0    | 0    | 2     | −1    | 2     | -1    |
| Динамо (Махачкала) | Итого            | Итого            | 42   | −35  | 4     | −3    | 46    | -38   |
| Всего за карьеру   | Всего за карьеру | Всего за карьеру | 55   | −57  | 4     | −3    | 59    | -60   |

## Достижения
«Динамо» (Махачкала)
- Серебряный призёр Первой лиги: 2023/24